# David Le Breton

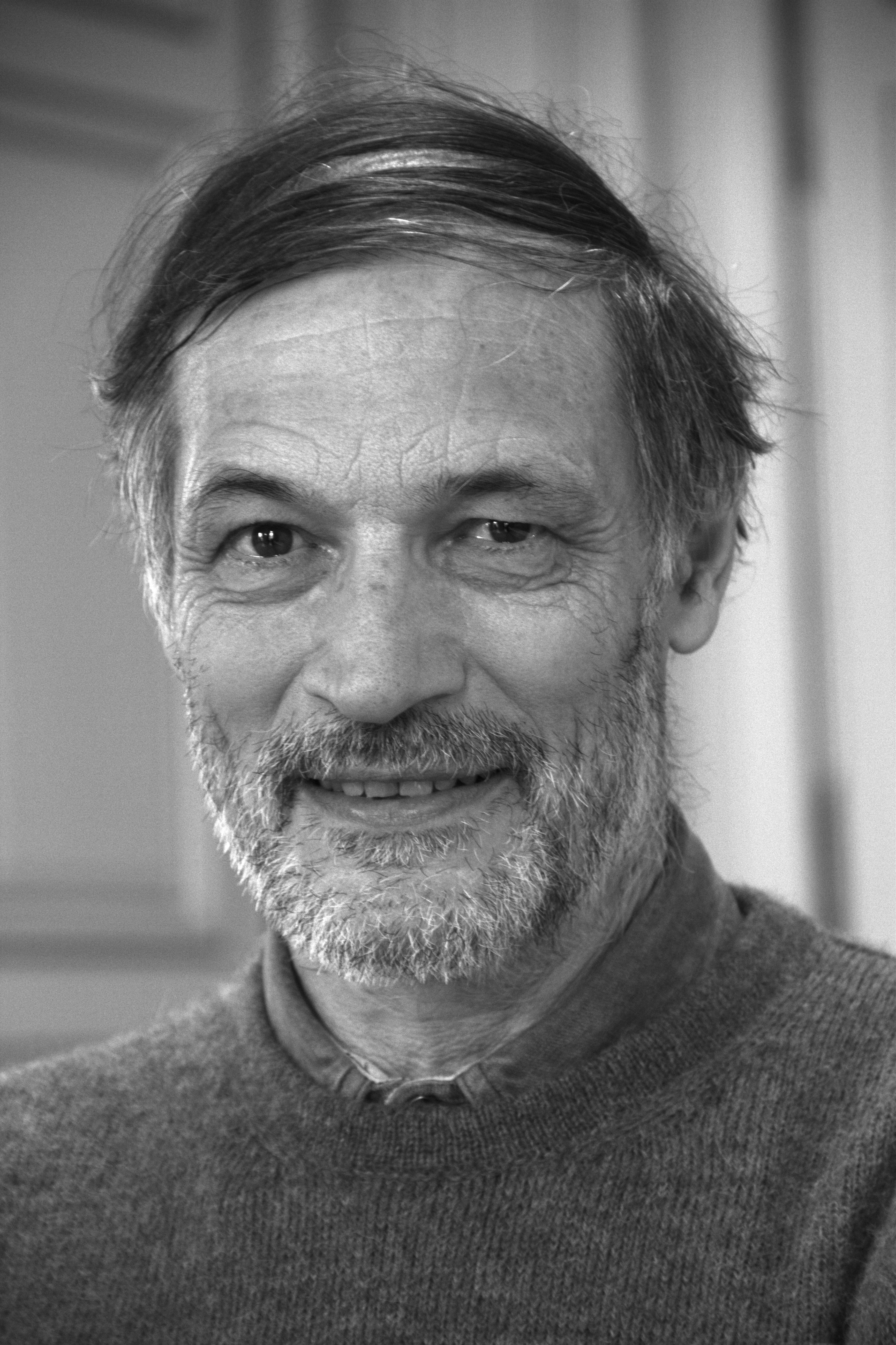
David Le Breton, 2013

David Le Breton (* 26. Oktober 1953) ist ein französischer Anthropologe und Soziologe.

## Leben und Werk
Le Breton ist Professor für Soziologie an der Université Marc Bloch in Straßburg.
In seiner Forschung beschäftigt er sich einerseits mit dem menschlichen Körper und seinen Repräsentationsweisen und andererseits mit dem Risikoverhalten. In seiner Anthropologie des Schmerzes, Schmerz. Eine Kulturgeschichte, beschreibt Le Breton, wie verschiedene soziologische, historisch-anthropologische, kulturelle, religiöse, philosophische, psychologische und medizinische Interpretationen des Schmerzes zu verschiedenen Handlungsmustern führten, den Körper demnach auf eine bestimmte Art konstruierten und ihn in eine symbolische Ordnung integrierten. Der Schmerz sei „totalitär“, weil er immer den ganzen Körper absorbiere, auch wenn er nur von einem Organ ausgeht. Überdies vernichte er unsere Freiheit und Souveränität, er treibe in die Einsamkeit und sei das rein Private, weil in Bezug auf den Schmerz ein Mitfühlen und ein Wissen nicht möglich seien.

## Schriften (Auswahl)
Deutsch
- Lust am Risiko, Frankfurt a. M.: dipa-Verlag 1995. ISBN 3-7638-0336-X.
- Schmerz. Eine Kulturgeschichte, Zürich/Berlin: diaphanes 2003
- Lob des Gehens, Berlin: Matthes & Seitz 2015

Französisch
- Passions du risque, Paris: Métailié 1991
- Des visages. Essai d’anthropologie, (Neuaufl. 2003) 1992
- Du silence, Paris: Métailié 1997
- L’Adieu au corps, Paris: Métailié 1999
- Éloge de la marche, Paris: Métailié 2000
- L’Adolescence à risque, Paris: Autrement 2002
- Conduites à risque, Paris: PUF 2002
- La sociologie du corps, Paris: PUF 2002
- Signes d’identité. Tatouages, piercings et autres marques corporelles, Paris: Métailié 2002
- La peau et la trace: sur les blessures de soi, Paris: Métailié 2003
- Les Passions ordinaires. Anthropologie des émotions, Paris: Petite bibliothèque Payot 2004
- L’interactionnisme symbolique, Paris: PUF 2004
- Anthropologie du corps et modernité, Paris: PUF 2005
- Anthropologie de la douleur, Paris: Métailié 2006
- La Saveur du monde. Une anthropologie des sens, Paris: Métailié 2006
- En Souffrance. Adolescence et entrée dans la vie, Paris: Métailié 2007
- Mort sur la route, Paris: Métailié 2007
- Éclats de Voix. Une Anthropologie des voix, Éditions Métailié, septembre 2011. (ISBN 978-2864248422)
- La fin de la conversation? La parole dans une société spectrale, Paris Éditions Métailé 2024.